# Why Did You Do It
"Why Did You Do It" is een nummer van de Britse band Stretch. Het werd geschreven door gitarist Kirby Gregory en geproduceerd door Gregory, zanger Elmer Gantry en Fredrik Ramel. Het nummer verscheen op hun debuutalbum Elastique uit 1975. Op 17 oktober van dat jaar werd het uitgebracht als de debuutsingle van de groep.

## Achtergrond
De leden van Stretch werden in 1974 gecontracteerd om in de Verenigde Staten als Fleetwood Mac op tournee te gaan, nadat deze band zijn verplichtingen niet na kon komen. Mick Fleetwood, drummer en mede-oprichter van deze band, zou bij deze optredens met de gastmuzikanten meespelen, maar kwam niet opdagen. De rest van de muzikanten werden gedwongen om toch op te treden onder de naam Fleetwood Mac, nadat er met een rechtszaak was gedreigd. Fleetwood stelde vervolgens dat hij deze muzikanten nog nooit had gezien, alhoewel hij later in een rechtbank moest toegeven dat hij hen thuis had opgezocht. De band zou vervolgens worden voorgesteld als "de nieuwe Fleetwood Mac", maar werd nu beschuldigd van het inpikken van de naam van de oorspronkelijke groep. In reactie schreef Gregory het nummer "Why Did You Do It", dat zich richtte op Fleetwood, aangezien de bandleden van mening waren dat hij dit met opzet had gedaan.
"Why Did You Do It" werd de enige hit van Stretch. In het Verenigd Koninkrijk kwam het tot de zestiende plaats in de UK Singles Chart. In Oostenrijk werd het het grootste succes met een derde plaats in de hitlijsten. In Nederland piekte de single op de zesde plaats in de Top 40 en de vijfde plaats in de Nationale Hitparade, terwijl in Vlaanderen de twintigste plaats in een voorloper van de Ultratop 50 werd bereikt.

## Hitnoteringen

### Nederlandse Top 40
| Hitnotering: 28-02-1976 t/m 17-04-1976 | Hitnotering: 28-02-1976 t/m 17-04-1976 | Hitnotering: 28-02-1976 t/m 17-04-1976 | Hitnotering: 28-02-1976 t/m 17-04-1976 | Hitnotering: 28-02-1976 t/m 17-04-1976 | Hitnotering: 28-02-1976 t/m 17-04-1976 | Hitnotering: 28-02-1976 t/m 17-04-1976 | Hitnotering: 28-02-1976 t/m 17-04-1976 | Hitnotering: 28-02-1976 t/m 17-04-1976 | Hitnotering: 28-02-1976 t/m 17-04-1976 |
| Week                                   | 1                                      | 2                                      | 3                                      | 4                                      | 5                                      | 6                                      | 7                                      | 8                                      |                                        |
| -------------------------------------- | -------------------------------------- | -------------------------------------- | -------------------------------------- | -------------------------------------- | -------------------------------------- | -------------------------------------- | -------------------------------------- | -------------------------------------- | -------------------------------------- |
| Nummer                                 | 19                                     | 12                                     | 6                                      | 6                                      | 15                                     | 31                                     | 36                                     | 40                                     | uit                                    |

### Nationale Hitparade
| Hitnotering: 21-02-1976 t/m 27-03-1976 | Hitnotering: 21-02-1976 t/m 27-03-1976 | Hitnotering: 21-02-1976 t/m 27-03-1976 | Hitnotering: 21-02-1976 t/m 27-03-1976 | Hitnotering: 21-02-1976 t/m 27-03-1976 | Hitnotering: 21-02-1976 t/m 27-03-1976 | Hitnotering: 21-02-1976 t/m 27-03-1976 | Hitnotering: 21-02-1976 t/m 27-03-1976 |
| Week                                   | 1                                      | 2                                      | 3                                      | 4                                      | 5                                      | 6                                      |                                        |
| -------------------------------------- | -------------------------------------- | -------------------------------------- | -------------------------------------- | -------------------------------------- | -------------------------------------- | -------------------------------------- | -------------------------------------- |
| Nummer                                 | 23                                     | 13                                     | 6                                      | 5                                      | 8                                      | 16                                     | uit                                    |

### NPO Radio 2 Top 2000
| Nummer met noteringen in de NPO Radio 2 Top 2000 | '99  | '00  | '01  | '02  | '03  |
| ------------------------------------------------ | ---- | ---- | ---- | ---- | ---- |
| Why Did You Do It                                | 1789 | 1409 | 1824 | 1954 | 1777 |

1. ↑  Een vetgedrukt getal geeft de hoogste notering aan.
2. ↑  Deze tabel is bijgewerkt tot en met de meest recente editie (2024).